# Finnur Justinussen
Finnur Justinussen, född 30 mars 1989 i Torshamn, färöisk fotbollsspelare som spelar i Fremad Amager.
Finnur spelade under 2011 för Vikingur Gøta i den Färöiska Vodafonedeildin ligan. Han noterades för 21 mål på 26 matcher och lyckades göra 2 hattrick och stod för en tredjedel av lagets målproduktion. Vikingurs tredjeplats gjorde att de kvalificerade sig för kval till Europa League där laget mötte turkiska Beşiktaş där det blev förlust med sammanlagt 0–7. Justinussen kan noteras som den första färöiska "spelarimporten" till Svensk elitfotboll som utgörs av de 32 lag som spelar i Allsvenskan och Superettan i Sverige.